# Bomburia
Bomburia is een geslacht van vliesvleugeligen uit de familie Pteromalidae. De wetenschappelijke naam van dit geslacht is voor het eerst geldig gepubliceerd in 1978 door Hedqvist.

## Soorten
Het geslacht Bomburia is monotypisch en omvat slechts de volgende soort:
- Bomburia femorata Hedqvist, 1978